# Wąglik (województwo warmińsko-mazurskie)
Wąglik (niem. Wonglik, 1938–1945 Balzershausen) – wieś sołecka w Polsce położona w województwie warmińsko-mazurskim, w powiecie piskim, w gminie Pisz, na wschodzie Puszczy Piskiej blisko jeziora Brzozolasek, w 3 km na północny zachód od Pisza i 86 km na wschód od Olsztyna.

## Nazwa
Intrygująco brzmiąca nazwa wsi i jej geneza w dalszym ciągu są przedmiotem badań. Hipotezie o jej związku z jakimikolwiek chorobami przeczy brak występowania słowa „wąglik” w słownikach staropolskich w tym znaczeniu. Potwierdza to również fakt, iż bakteria wąglika została odkryta dopiero w 1876 r.
Można założyć, że nazwa wywodziła się od nazwy osobowej, choć takowa również nie występuje w ówczesnych źródłach.
Zobacz też: Wąglikowice

## Historia
Osada jako majątek leśny powstała 17 października 1611 r., na mocy podpisanego w Szczytnie przywileju księcia-elektora Jana Zygmunta. Nadano w nim 5 łanów (ok. 85 ha) ziemi z lasem oraz parcelę pod dom niejakiemu Balzerowi Ebert (stąd nazwa Balzershausen), pełniącemu obowiązki strażnika puszczy – borowego w lasach elektorskich. Było to ostatnie nadanie ziemi na terenie powiatu piskiego.
W XVII wieku wieś występowała jako Wonglik oraz Hans Ebert oder Wongligk (od nazwiska kolejnego właściciela, syna Balcera). Księga rachunkowa Starostwa Piskiego z 1663 r. majątek ten nazywa Hans Ebert oder Wongligk, a na mapie autorstwa Józefa Narońskiego z 1660 r. widnieje pod nazwą Wonglik. Po Ebertach dobra przeszły, po kądzieli, w ręce rodziny Beylów. Zarówno Ebertowie, jak i Beylowie należeli do tzw. kulmerów – wolnych chłopów, stanowiących warstwę pośrednią między chłopami czynszowymi a szlachtą.
W 1710 roku dotarła do Wąglika epidemia dżumy; w jej wyniku zmarło ośmiu mieszkańców.
W latach 1975–1998 miejscowość administracyjnie należała do województwa suwalskiego.

## Gospodarka
W północnej części wsi znajduje się mała ferma drobiu.

## Demografia
| Rok  | Liczba ludności |
| ---- | --------------- |
| 1857 | 65              |
| 1864 | 78              |
| 1867 | 96              |
| 1933 | 143             |
| 1939 | 149             |
| 1988 | 86              |
| 2010 | 201             |
| 2015 | 200             |

## Galeria

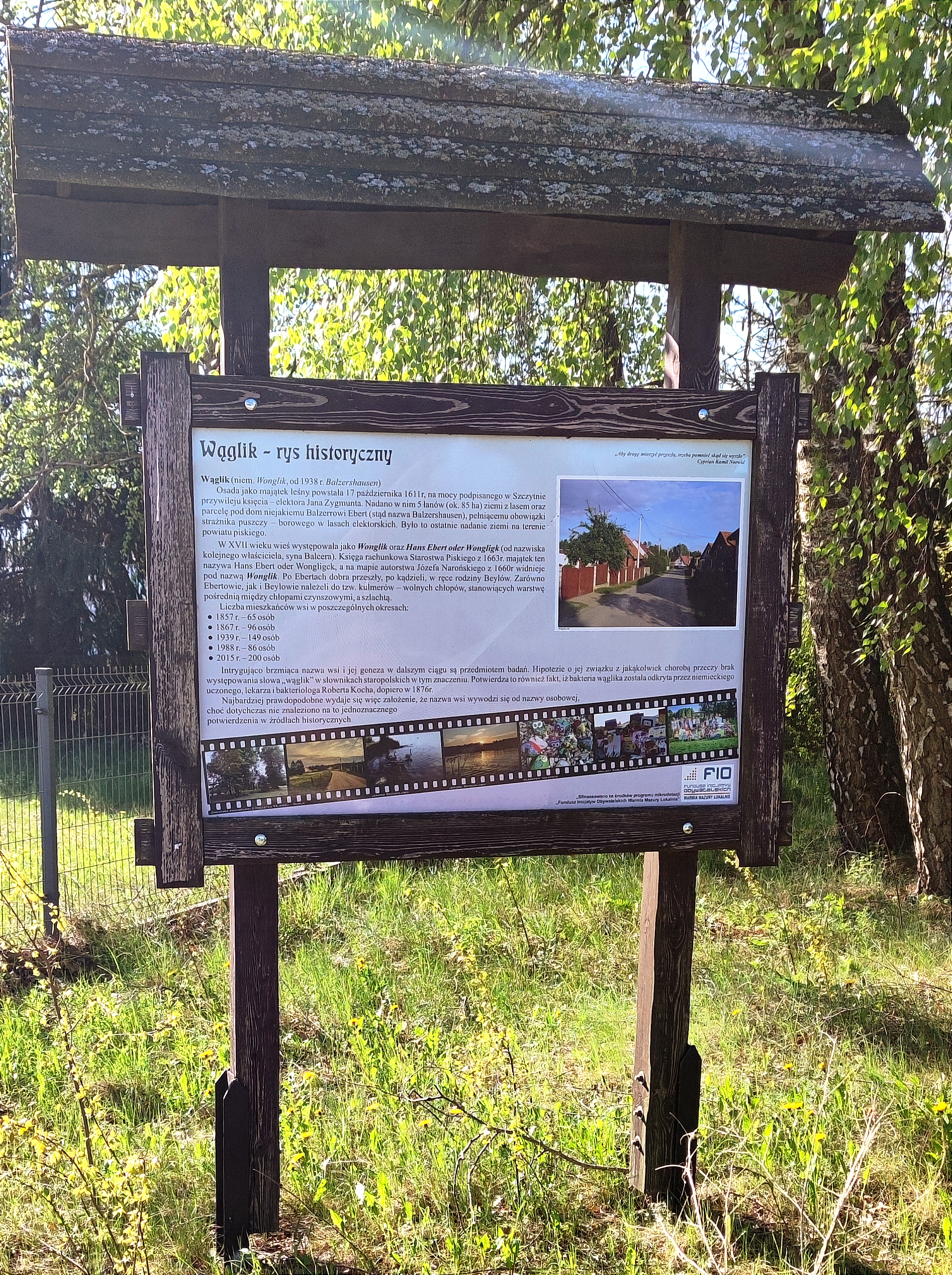
Tablica informacyjna z rysem historycznym oraz informacją na temat pochodzenia nazwy, ulokowana w północnej części wsi
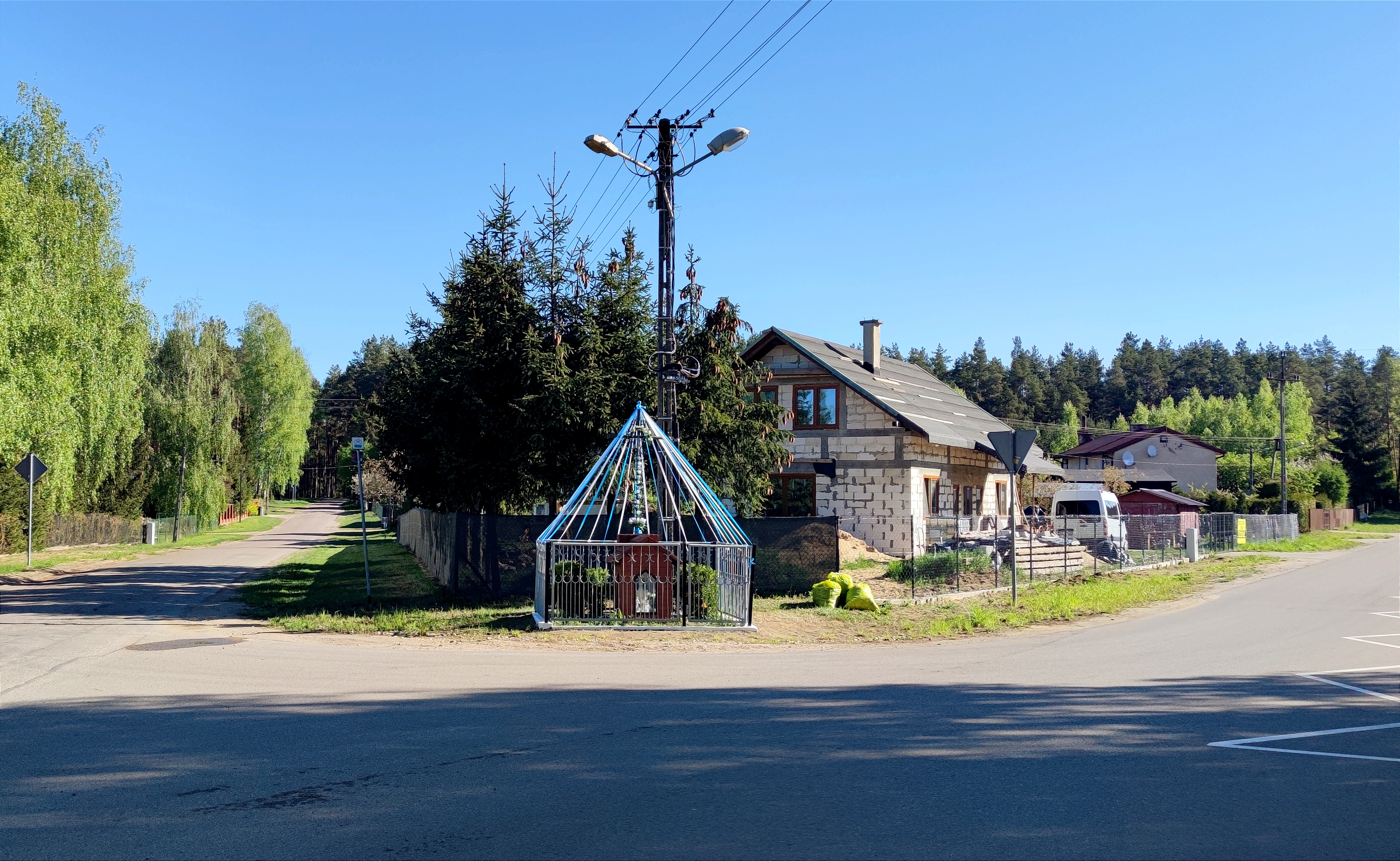
Kapliczka przydrożna w północnej części wsi (widok od południa)
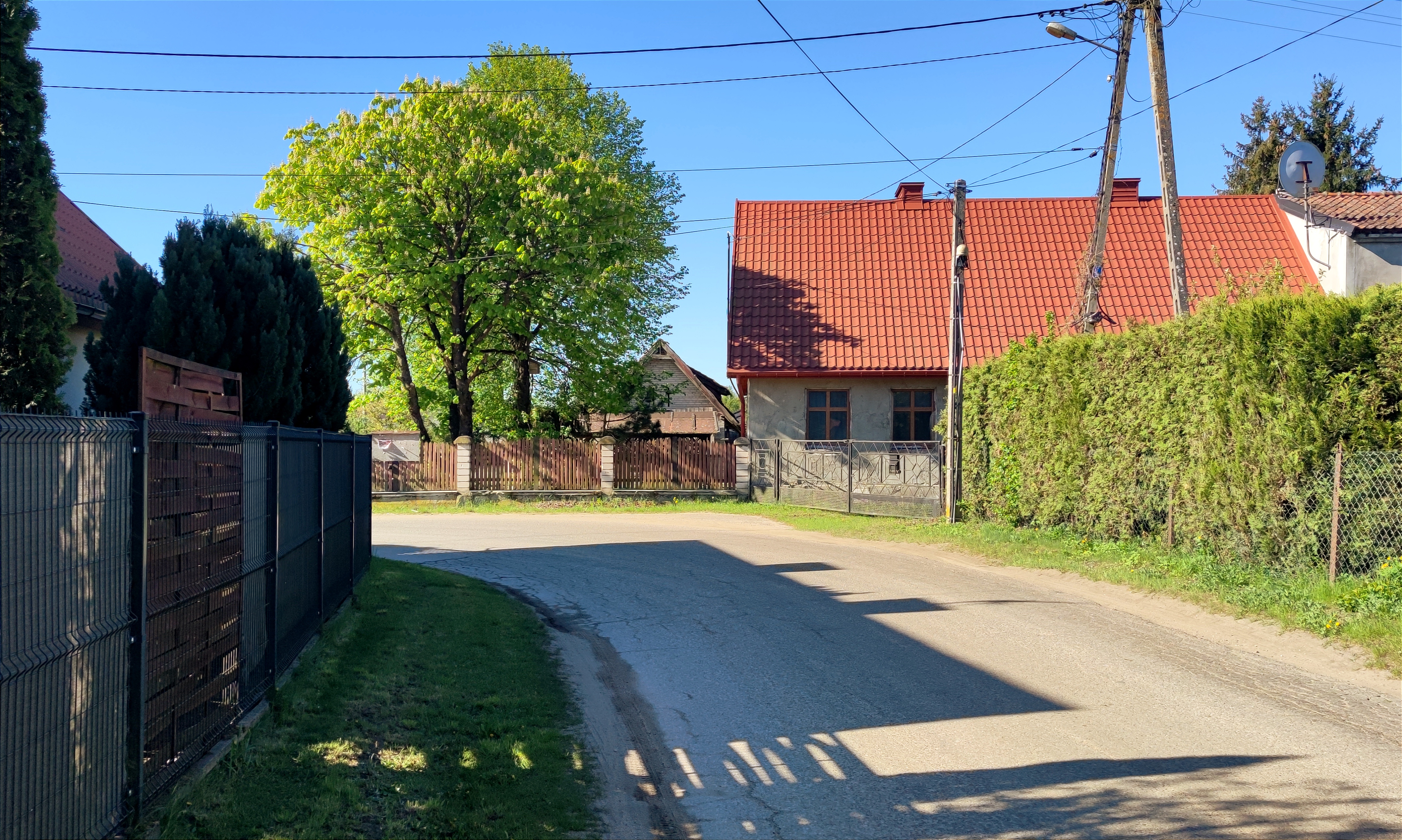
Zabudowa centralnej części wsi (widok od północy)
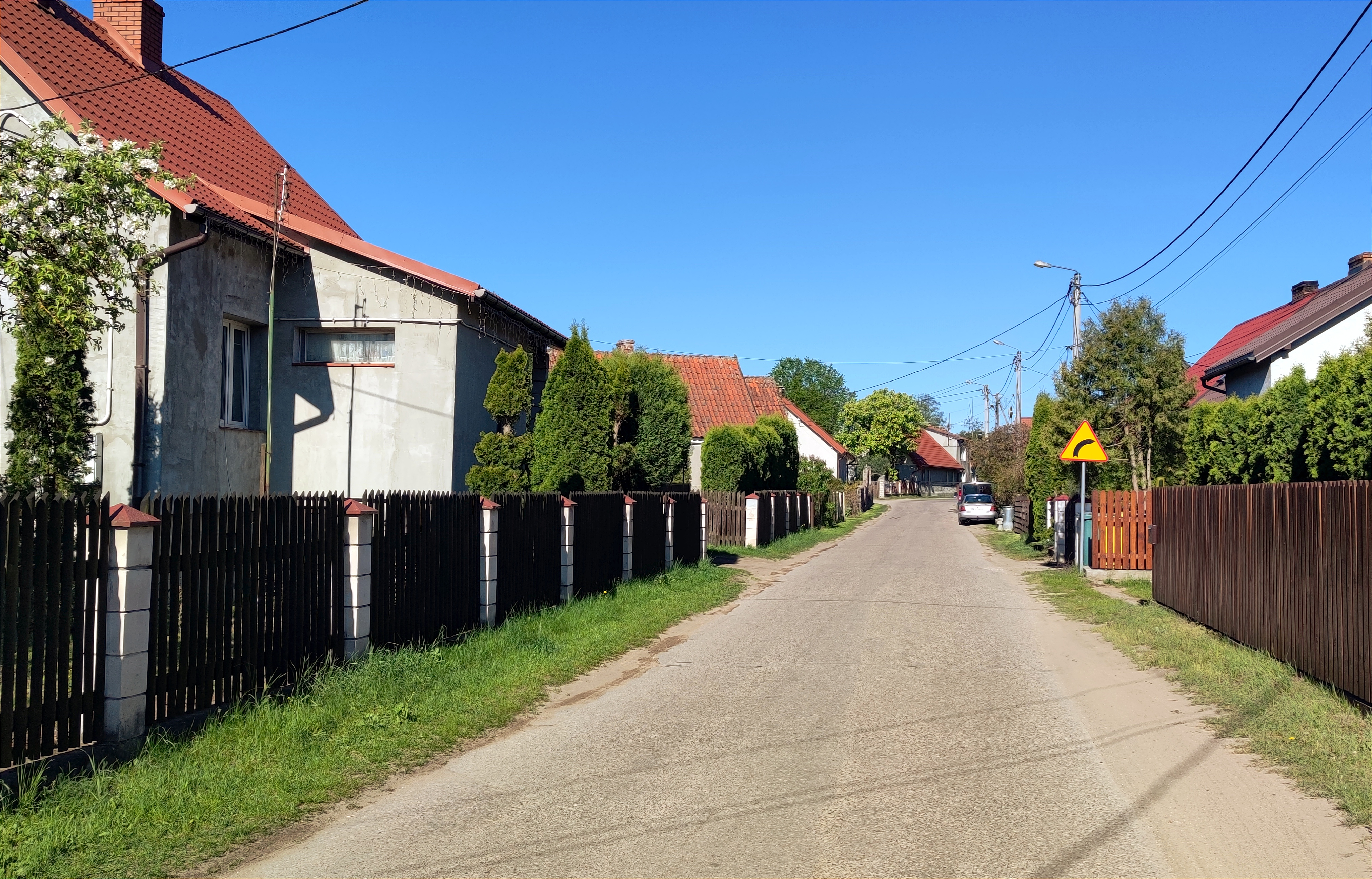
Zabudowa centralnej części wsi (widok od wschodu)
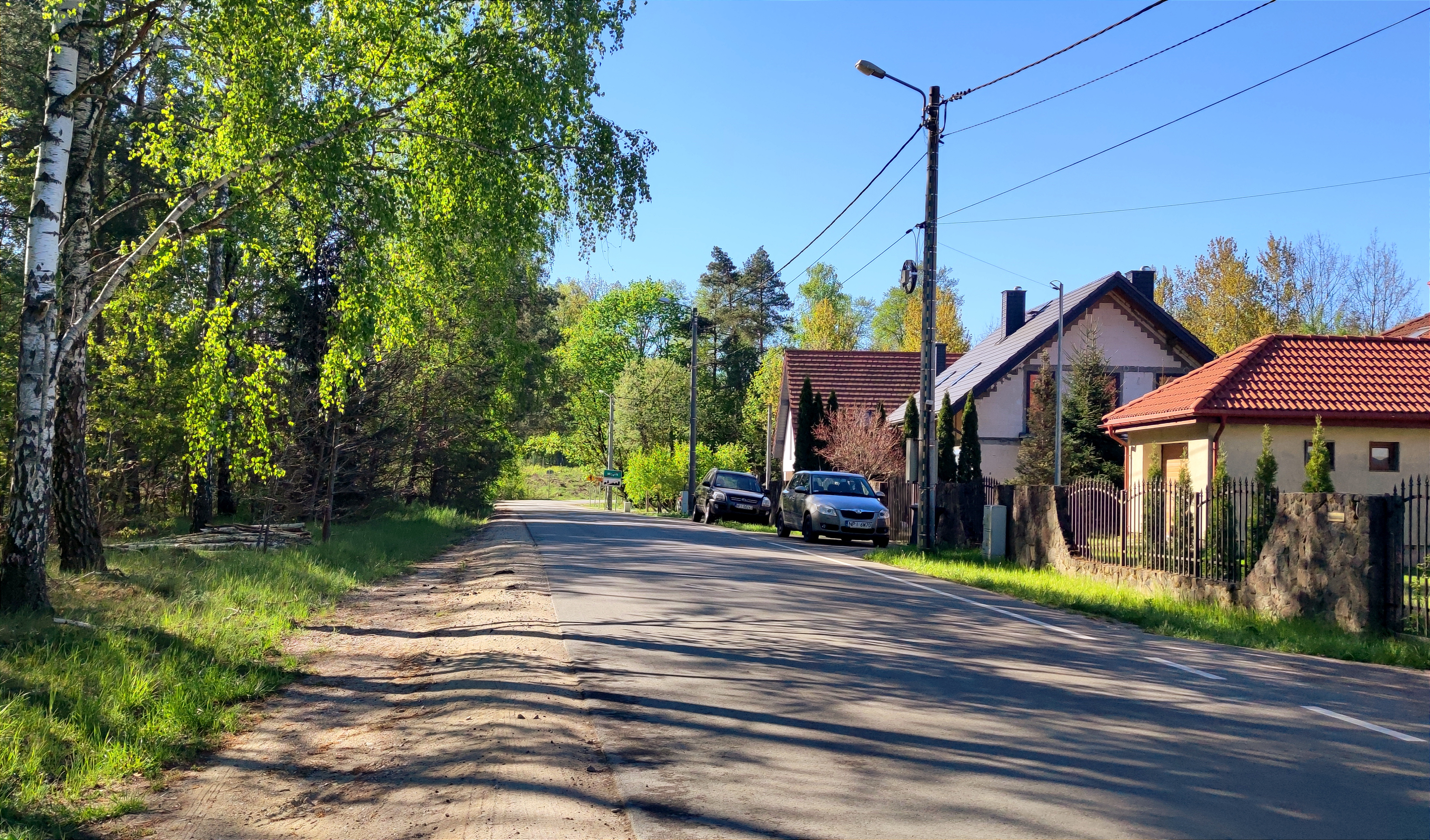
Południowy kraniec wsi (widok od północy)
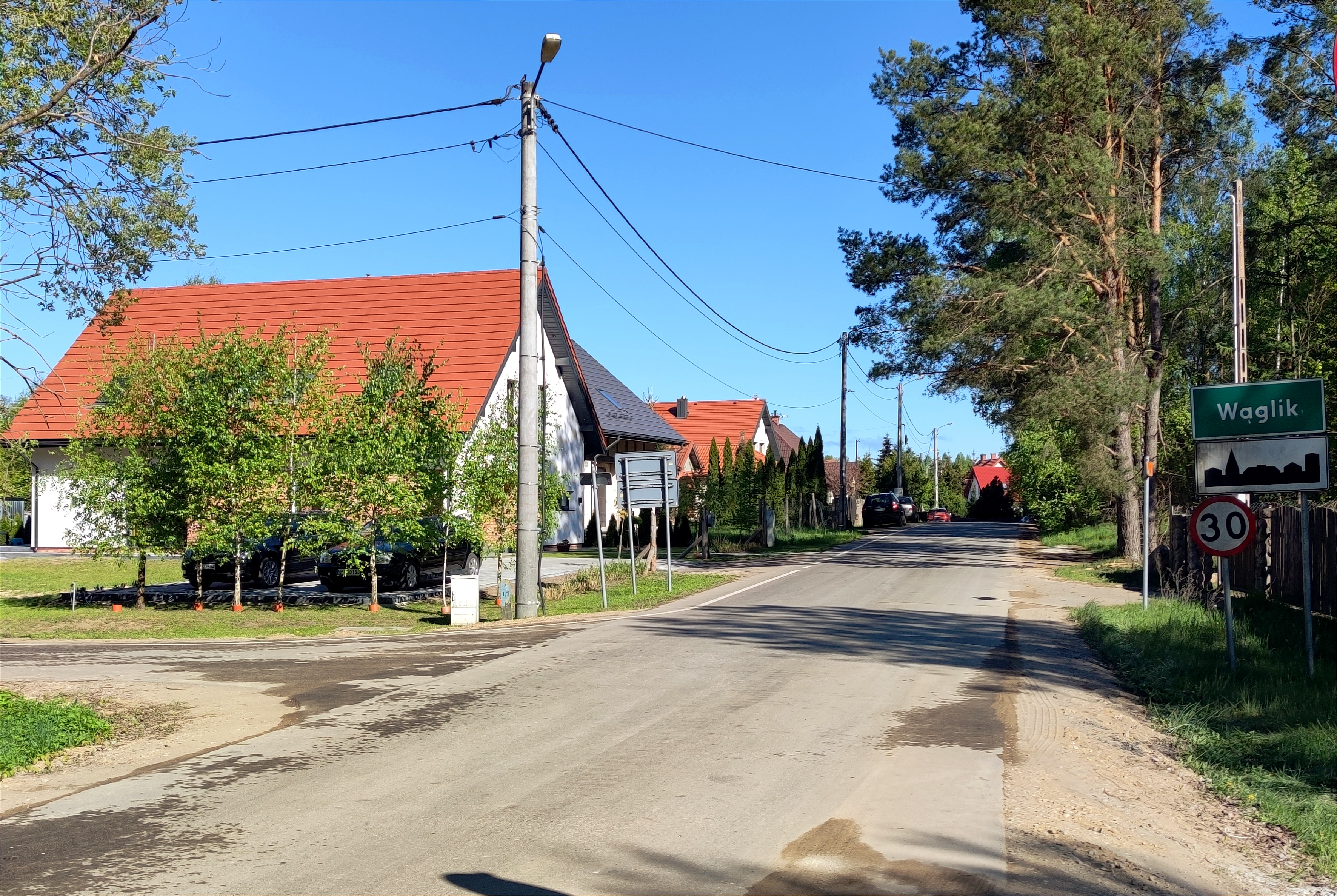
Południowy kraniec wsi (widok od południa)